# Třinec
Třinec (poljsko Trzyniec, nemško Trzynietz) je mesto, ki leži v okrožju Frýdek-Místek v Moravsko-šlezijskem okraju na Češkem in ima okoli 34.000 prebivalcev. Mesto je pomembno kulturno središče poljske narodne manjšine v Trans-Olzi, ki predstavlja 12,1 % prebivalstva. Mesto Třinec ima jeklarno in železarno, ki sta največji v državi ter še vedno močno vplivata na mesto, na njegov značaj, demografijo in kakovost zraka.

## Izvor imena
Ime Třinec izhaja iz slovanske besede za trst (poljsko trzcina, češko třtina).

## Geografija
Mesto je blizu meje s Poljsko, blizu pa je tudi meja s Slovaško. Od mesta Ostrave je oddaljeno približno 45 km, od Prage pa 320 km. Třinec leži ob reki Olzi. Nadmorska višina naselja je približno 300 m. Severni del občinskega ozemlja so v Moravsko-šlezijskem predgorju. Južni del je redko poseljen in je v gorovju Moravsko-Šlezijski Beskidi.

## Zgodovina
Prva omemba naselja Třinec je iz leta 1444, vendar je bila vas verjetno ustanovljena že v drugi polovici 14. stoletja. Politično je vas takrat pripadala vojvodini Teschen, pristojbini češkega kraljestva, ki je po letu 1526 postala del habsburžanov. Leta 1770 je imela vas okoli 200 prebivalcev, prebivalci pa so bili večinoma kmečkega sloja.
Območje je bilo bogato z nahajališči železove rude in je imelo dovolj vodne energije ter visoko zalogo lesa, kar sta bila glavna razloga za ustanovitev železarne. Železarna je začela delovati leta 1839 ter je postala pomemben mejnik v zgodovini vasi, ki se je preusmerila v industrijo. Po izgradnji železniške proge Košice–Bohumín leta 1871 se je mesto začelo hitro razvijati.
Po revolucijah leta 1848 v Avstrijskem cesarstvu je bila v ponovno vzpostavljeni avstrijski Šleziji uvedena sodobna občinska razdelitev. Vas je kot občina dodana politično-pravnemu okrožju Cieszyn. Po veroizpovedi je bilo leta 1910 največ katoličanov (63,2 %), sledili so protestanti (34,5 %) in judje (1,9 %).
Po prvi svetovni vojni, padcu Avstro-Ogrske, poljsko-češkoslovaški vojni in delitvi Cieszynske Šlezije leta 1920 je postalo del prve Češkoslovaške. Leta 1931 je bil Třinec razglašen za mesto.
Po Münchenskem sporazumu oktobra 1938 je bila skupaj z regijo Zaolzie priključena Poljski, administrativno pa je bila priključena okrožju Cieszyn v Šlezijskem vojvodstvu. Nato ga je na začetku druge svetovne vojne priključila nacistična Nemčija. Po vojni je bila ponovno pod Češkoslovaško.
Leta 1946 so bile vasi Lyžbice, Dolní Líštná in Konská priključene Třinecu. V letih 1956–1977 je bilo v Lyžbicah zgrajeno veliko stanovanjsko naselje, ki je postalo najbolj poseljen del mesta Třinec. Kasneje so Lyžbice postale novo središče mesta.

## Pomembni ljudje
- Tadeusz Kraus (1932–2018), nogometaš
- Eduard Ovčáček (*1933), kipar, pisatelj, slikar
- Michaela Dolinová (*1964), igralka in televizijska voditeljica
- Petr Šiška (*1965), televizijski voditelj in glasbenik
- Roman Sikora (*1970), dramatik
- Edvard Lasota (*1971), nogometaš
- Vojtěch Kučera (*1975), pesnik
- Czeslaw Walek (*1975), odvetnik in LGBT aktivist
- Lenka Cenková (*1977), teniška igralka
- David Szurman (*1981), umetnostni plesalec na ledu
- Lukáš Rakowski (*1982), umetnostni drsalec
- Václav Svěrkoš (*1983), nogometaš
- Tomáš Klus (*1986), glasbenik
- Soňa Pertlová (1988–2011), šahistka
- Ewa Farna (*1993), poljsko-češka pevka
- Adam Gawlas (*2002), igralec pikada
- Lake Malawi (ustanovljena 2013), indie pop skupina

## Pobratena mesta
- Bielsko-Biała, Poljska
- Žilina, Slovaška